# Frederikshavn Kirke

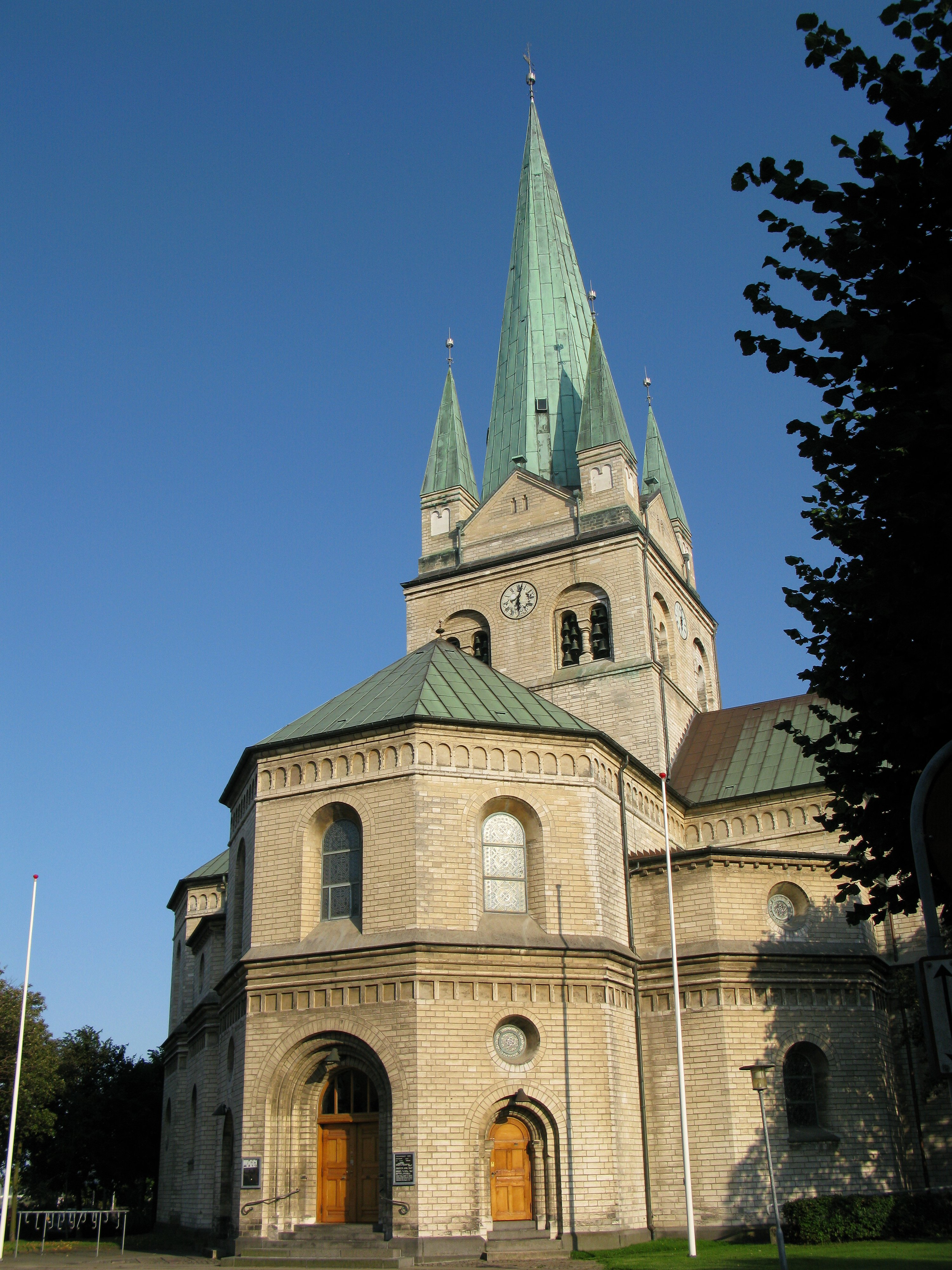
Frederikshavn Kirke

Frederikshavn Kirke är en kyrkobyggnad i Fredrikshamn i Danmark. Den invigdes den 23 oktober 1892.
Kyrkan byggdes huvudsakligen av kalksten efter ritningar av Vilhelm Ahlmann. Byggnaden uppfördes i romansk stil, med Aachens domkyrka som en av förebilder. Den är en centralkyrka med en 56,5 meter hög, centralt belägen, spira, vid vilkens fyra hörn finns mindre spiror.
I kyrkan finns 1100 sittplatser.

## Inventarier
- Orgeln har 39 stämmor och byggdes av Marcussen & Søn.
- Dopfunten i form av ett barn på knä utfördes i marmor av Hans Peder Pedersen-Dan.
- Altartavlan av Michael Ancher föreställer Jesus och hans lärjungar vid Gennesaretsjön.
- Tre votivskepp.

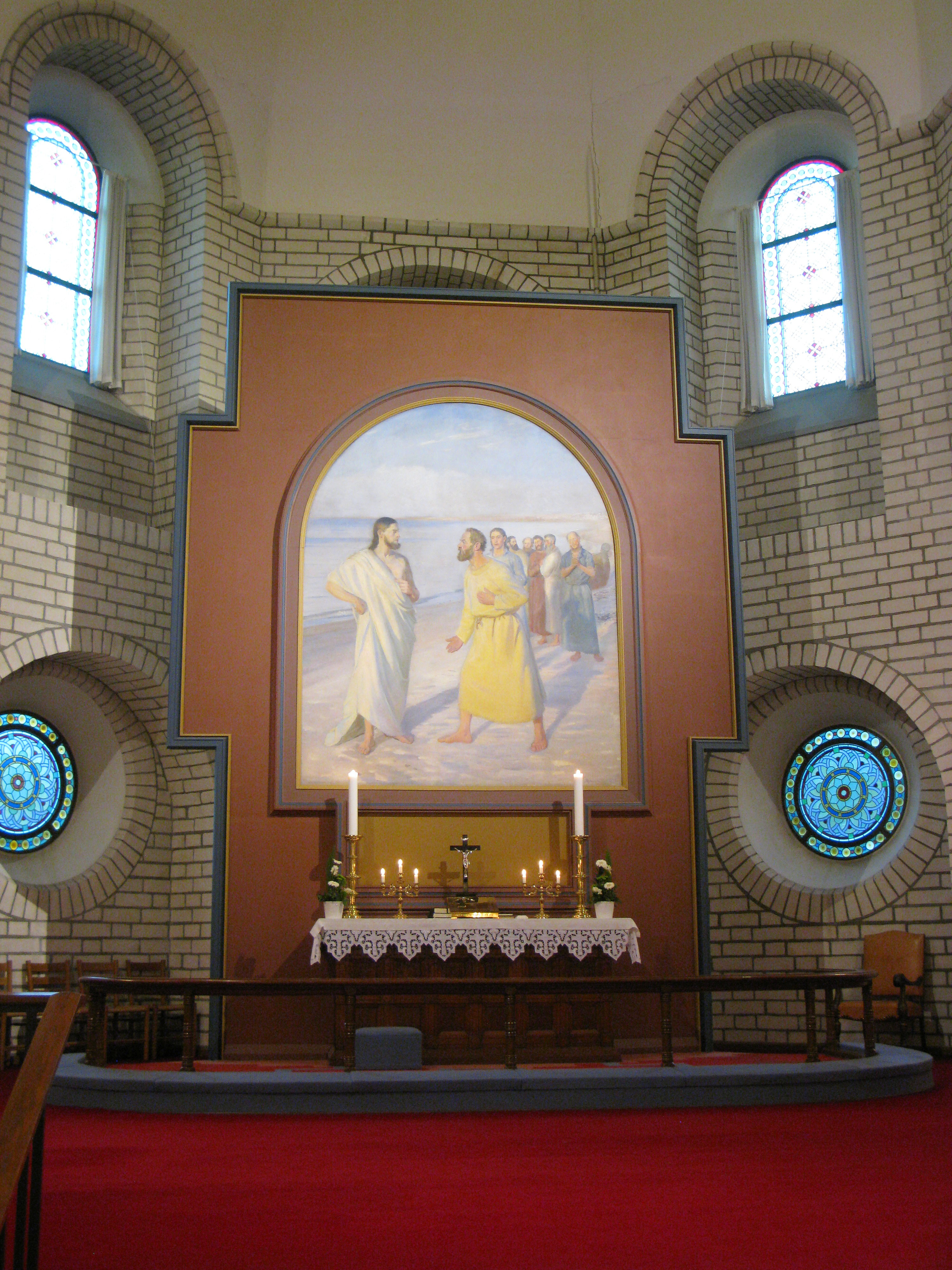
Altartavlan
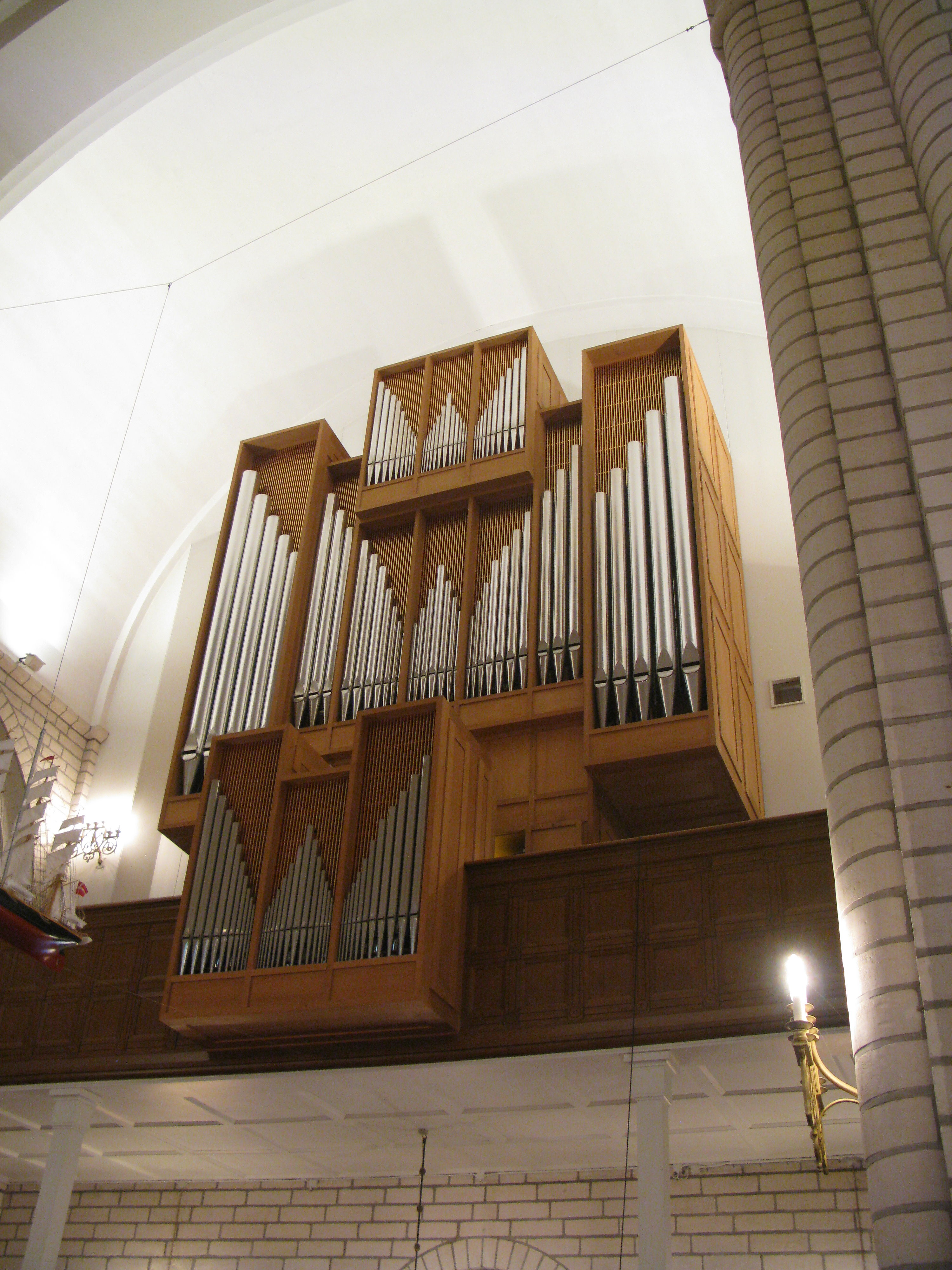
Orgeln
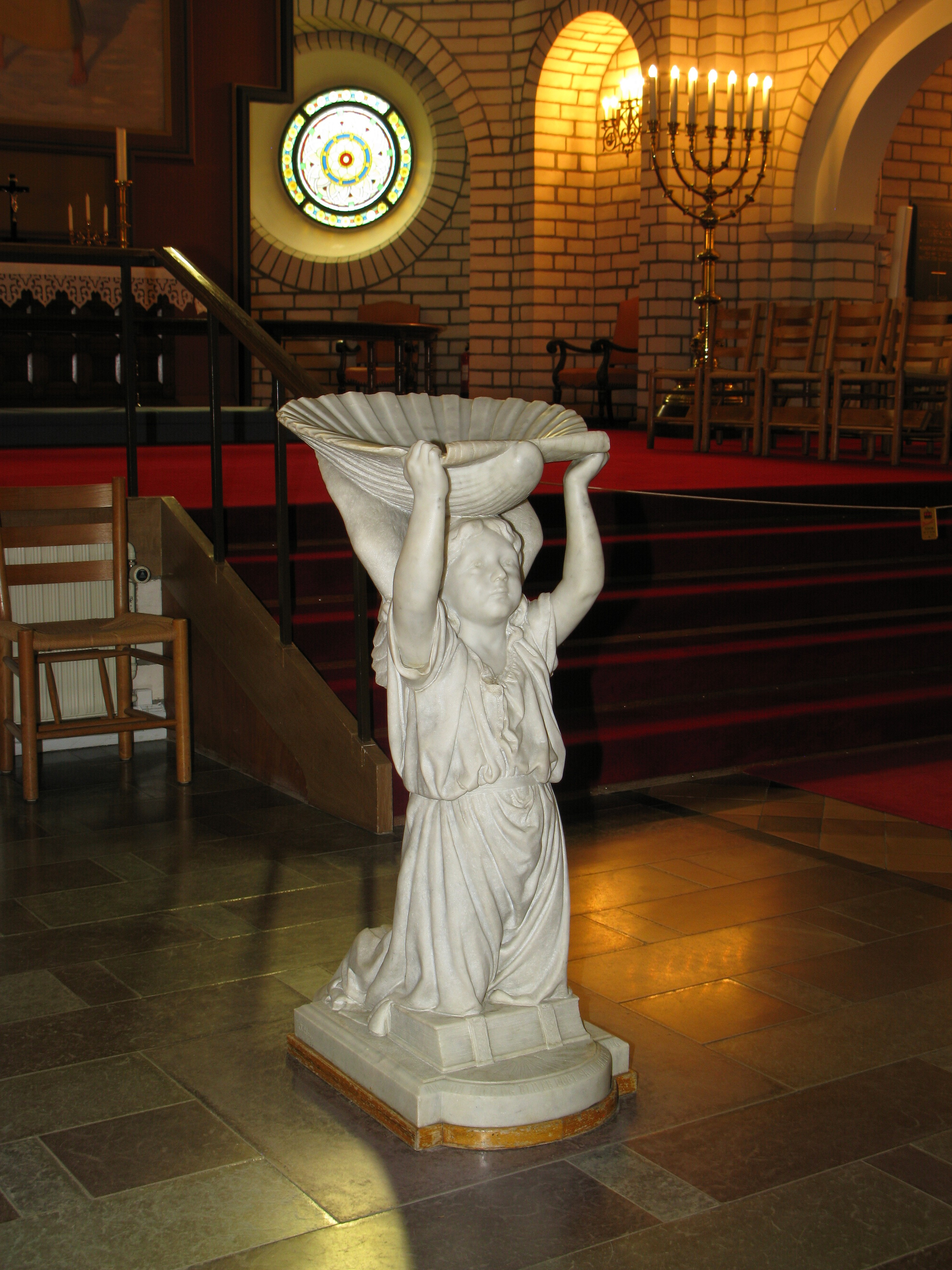
Dopfunten